# شينزو (مسلسل)
شينزو (بالإنجليزية: Shinzo، بالياباني: マシュランボー) مسلسل رسوم متحركة (أنمي) ياباني من إنتاج استديو توي أنيميشن. يركز الأنمي في المقام الأول على المغامرات التي يتعرض لها الأبطال أثناء العمل لإنجاز مهمة صد المخلوقات الشريرة المعدلة وراثيَّا من أن تستولي على الأرض، كما تقضي مهمتهم حماية آخر إنسان على وجه الأرض؛ لاستعادة الجنس البشري.

## روابط خارجية
- شينزو على موقع IMDb (الإنجليزية)
- شينزو على موقع كينوبويسك (الروسية)
- شينزو على موقع ألو سيني (الفرنسية)
- شينزو على موقع قاعدة بيانات الفيلم (الإنجليزية)
- شينزو على موقع ANN anime (الإنجليزية)
- Official website (Anime) باللغة اليابانية
- شينزو (مسلسل) (أنمي) في شبكة أخبار الأنمي